# Ulrich Borcherdt
Ulrich Borcherdt (13 de Setembro de 1909 - 27 de Março de 1942) foi um comandante de U-Boot que serviu na Kriegsmarine durante a Segunda Guerra Mundial.